# Simone Duhart
Simone Duhart est une actrice française née Simone Fumé le 7 janvier 1915 à Courbevoie et morte le 4 juillet 1984 à Clichy.

## Filmographie

### Cinéma
- 1947 : Un flic de Maurice de Canonge
- 1949 : Interdit au public de Fred Pasquali : une actrice
- 1950 : Adémaï au poteau-frontière ou Adémaï au poste frontière de Paul Colline
- 1952 : Le Crime du Bouif d'André Cerf
- 1954 : Le Blé en herbe de Claude Autant-Lara : la femme du forain
- 1954 : L'Air de Paris de Marcel Carné : la taulière
- 1956 : Gervaise de René Clément - (La marchande de poissons)
- 1957 : Fernand clochard de Pierre Chevalier
- 1960 : Pierrot la tendresse de François Villiers
- 1960 : Zazie dans le métro de Louis Malle
- 1961 : Les lions sont lâchés de Henri Verneuil
- 1963 : Les Vierges de Jean-Pierre Mocky
- 1966 : La Bourse et la Vie de Jean-Pierre Mocky : la PDG
- 1968 : La Grande Lessive (!) de Jean-Pierre Mocky : la directrice de la chorale
- 1968 : Trois hommes sur un cheval : la receveuse du bus
- 1974 : On s'est trompé d'histoire d'amour de Jean-Louis Bertuccelli : Madame Antoinette

### Télévision
- 1972 : La Sainte Farce, téléfilm de Jean Pignol : Emma, la concierge
- 1974 : La Folie des bêtes, feuilleton télévisé de Fernand Marzelle
- 1974 : Au théâtre ce soir : Edmée de Pierre-Aristide Bréal, mise en scène Michel Roux, réalisation Georges Folgoas, Théâtre Marigny
- 1977 : Minichronique de René Goscinny et Jean-Marie Coldefy, épisodes Les Petites Lâchetés et Le Petit Cinéma

## Théâtre
- 1956 : Le Prince endormi de Terence Rattigan, mise en scène Georges Vitaly, Théâtre de la Madeleine
- 1958 : Pommes à l'anglaise de Robert Dhéry, Colette Brosset, musique Gérard Calvi, Théâtre de Paris
- 1968: Le Disciple du Diable  de George Bernard Shaw, mise en scène Jean Marais, Théâtre de Paris
- 1975 : La Folle de Chaillot de Jean Giraudoux, mise en scène Gérard Vergez, Théâtre de l'Athénée